# Bretten (Duitsland)
Bretten is een gemeente in de Duitse deelstaat Baden-Württemberg, gelegen in het Landkreis Karlsruhe. De stad telt 29.538 inwoners.
Bretten is de geboortestad van de theoloog Philipp Melanchthon, aan wie in het Melanchthonhuis aan de Markt een museum is gewijd.

## Geografie
Bretten heeft een oppervlakte van 71,12 km² en ligt in het zuidwesten van Duitsland, in het zuidwesten van de licht heuvelachtige streek Kraichgau. 
In Bretten begint, bij de samenvloeiing van twee kleinere beken, de Saalbach, die 40 km lang is en noordwestwaarts, door Bruchsal heen, loopt en uitmondt in de Rijn. Deze beek is alleen van belang voor de waterhuishouding.  De bodem van de streek, waarin Bretten ligt, bestaat uit Muschelkalk met oorspronkelijk een lösslaag van twee meter dikte erbovenop. Deze bodemgesteldheid maakt, dat in dit gebied karstverschijnselen zoals dolines, sinkholes en dergelijke voor kunnen komen. Tot op heden zijn deze gaten alleen waargenomen in afgelegen bospercelen.

### Naburige gemeentes
- Knittlingen, Neulingen en Königsbach-Stein (alle in de Enzkreis);
- Walzbachtal, Gondelsheim, de stad Bruchsal, Kraichtal en Oberderdingen (alle in de Landkreis Karlsruhe).

## Stadsdelen
Dit zijn, naast de kernstad Bretten, de volgende negen stadsdelen:
- in het noorden: Bauerbach, Neibsheim en Büchig
- in het westen: Diedelsheim, Rinklingen en, verder van de eigenlijke stad vandaan, Dürrenbüchig
- in het noordoosten: Gölshausen
- in het zuiden: Ruit
- in het zuidwesten: Sprantal.

### Wapensvan de stadsdelen

Ricklingen
Bauerbach
Neibsheim
Dürrenbüchig
Ruit (Bretten)
Sprantal
Büchig (Bretten)
Diedelsheim
Gölshausen

### Bevolkingscijfers
Peildatum: 31 mei 2023.
- Bretten Kernstadt	15.221 inwoners
- Stadtteil Bauerbach	1.256
- Stadtteil Büchig	1.432
- Stadtteil Diedelsheim	4.002
- Stadtteil Dürrenbüchig	580
- Stadtteil Gölshausen	2.031
- Stadtteil Neibsheim	1.833
- Stadtteil Rinklingen	2.258
- Stadtteil Ruit	1.473
- Stadtteil Sprantal	448

Totaal:	30.534 inwoners. Of dit cijfer in- of exclusief tweede-woningbezitters is, is niet vermeld. Bron: website gemeente Bretten.

## Verkeer en vervoer

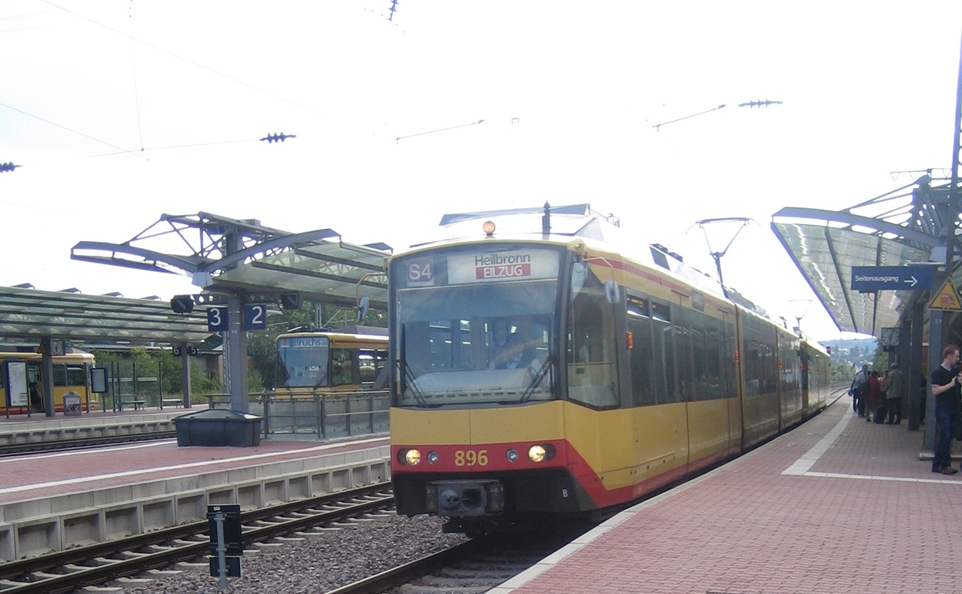
Sneltram lijn S4 op Station Bretten
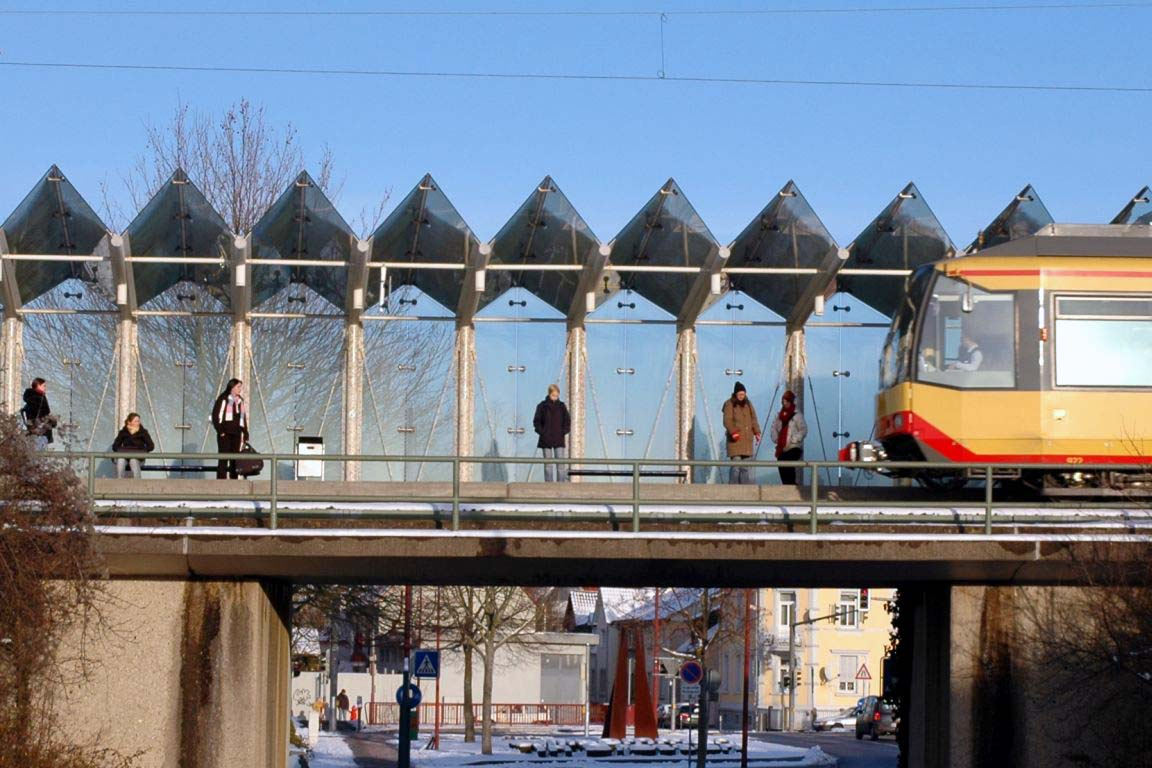
Tramstation Bretten Stadtmitte in het centrum van Bretten

Station Bretten ligt aan spoorlijnen van en naar o.a. Karlsruhe  en Bruchsal. Op de lijn van Karlsruhe via Bretten naar Heilbronn rijden ook sneltrams (lijn S4) van de Stadtbahn van Karlsruhe; langs deze lijn liggen diverse haltepunten, waar gewone treinen niet stoppen, o.a. in het centrum van Bretten en in de stadsdelen Dürrenbüchig, Bauerbach en Gölshausen. Op de lijn naar Bruchsal, en de andere kant op naar Maulbronn, zijn nog spoorweghaltes in de Brettener stadsdelen Ruit en Diedelsheim. Het station staat ten westen van de stad,  in het stadsdeel Rinklingen. Vóór het station Bretten bevindt zich een busstation.
Te Bretten kruisen de Bundesstraße 293  Karlsruhe - Heilbronn en de Bundesstraße 35 Bruchsal - Illingen (met aansluiting op de Bundesstraße 10 naar Stuttgart) elkaar. Te Bretten begint de Bundesstraße 294, die zuidwaarts naar Pforzheim leidt.

## Economie
Aan de west- en zuidkant van de stad, nabij de spoorlijnen, ligt, o.a. bij Rinklingen en Gölshausen, een aantal industrieterreinen.  Er zetelt onder andere een bedrijf in speciaalglas voor toepassingen in grote gebouwen. Verder zijn er een aantal bedrijven op het gebied van de metaalbewerking gevestigd.
In de gemeente zijn verder o.a. een fabriek van huisdiervoeders, een fabriek van inbouwapparatuur voor in keukens, en enkele softwarebedrijven gevestigd.
Het bezienswaardige oude centrum van de stad bewerkt enig toerisme naar Bretten.
Binnen de dienstensector verdient met name het Amtsgericht van de stad vermelding.

## Geschiedenis

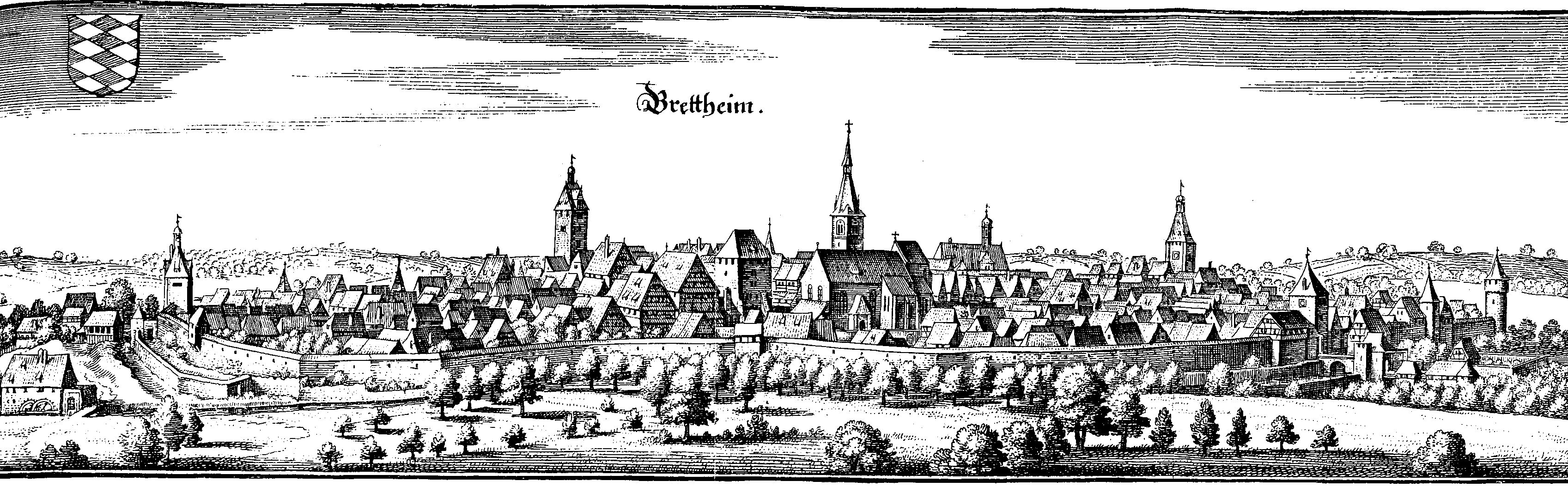
Merian-prent van Bretten uit 1645

Onder andere  te Diedelsheim, waar een villa rustica heeft gestaan,  zijn bij archeologisch onderzoek bewijzen gevonden,  dat de locatie van de gemeente  Bretten in de eerste eeuwen van de jaartelling door Romeinen bewoond is  geweest. 
Bretten wordt in 767 voor het eerst in een document vermeld als Villa Breteheim. 
In of vóór 1254  verkreeg de plaats stadsrechten. In 1349 kwam Bretten aan de Keur-Palts en werd zetel van een Amt in dit graafschap. Dit Amt bleef tot aan de Napoleontische tijd bestaan. Het Huis Wittelsbach had het in de 13e eeuw in de Keur-Palts voor het zeggen. Dit verklaart de blauw-witte Wittelsbacher ruiten, die in het stadswapen zijn afgebeeld.
In de zomer van 1504, tijdens de Landshuter Successieoorlog, probeerde hertog Ulrich van Württemberg met een leger van 30.000 man tevergeefs, de stad te veroveren. Bretten werd uiteindelijk weer deel van de Keur-Palts. Dit wapenfeit wordt nog jaarlijks tijdens het Peter-und-Paul-Fest herdacht.
De Reformatie in de 16e eeuw had tot gevolg, dat het overgrote deel van de christenen in de stad protestants (evangelisch-luthers) werd, wat tot op de huidige dag zo is gebleven. Er was echter een belangrijke, calvinistische minderheid. In 1821 schreef de overheid van Baden voor, dat deze beide kerken zich moesten verenigen tot een Badische Landeskirche, zie ook onder Evangelische Landeskirche in Baden op de Duitstalige Wikipedia. Nog steeds heeft deze kerk een aparte status binnen de overwegend lutherse Evangelische Kirche in Deutschland.
In 1689 werd Bretten door oorlogsgeweld geteisterd. Tijdens de Negenjarige Oorlog (1688-1697) brandde de stad bijna geheel af. Van 1806 tot aan de inlijving bij het Duitse Keizerrijk, in 1871, maakte Bretten deel uit van het Groothertogdom Baden.
In 1853 (spoorlijn naar Bruchsal)  en 1879 (spoorlijn naar Karlsruhe) verkreeg Bretten aansluiting op het spoorwegnet.
In 1938, ten tijde van Nazi-Duitsland, werd tijdens de Kristalnacht de in 1822 gebouwde joodse synagoge door brand verwoest. Tegen het einde van de Tweede Wereldoorlog, in het voorjaar van 1945, liep de stad enige schade op door geallieerde luchtbombardementen op de spoorlijnen in de gemeente.
In de jaren 1971-1975 vonden gemeentelijke herindelingen plaats. Hierbij werd de gemeente Bretten uitgebreid met negen omliggende plattelandsgemeentes, die nu nog de status van stadsdeel hebben; zie hierboven: Stadsdelen. In 1975 werd aan Bretten het predicaat Große Kreisstadt toegekend.

## Bezienswaardigheden, toerisme, recreatie
- Zowel in het centrum van de stad Bretten zelf als in sommige van de tot de gemeente Bretten behorende dorpen staan verscheidene oude, vaak schilderachtige vakwerkhuizen.
- In de gemeente zijn verscheidene oude, meestal evangelisch-lutherse, kerkgebouwen met vaak een, kunsthistorisch gezien, interessant interieur te vinden.
- Aan de in Bretten geboren theoloog Philipp Melanchthon is in het Melanchthonhuis aan de Marktplatz een museum gewijd. Andere, kleine musea in de stad zijn gewijd aan de plaatselijke geschiedenis (in het gebouw Schweizer Hof), aan het leerlooiersambacht en aan beschermengelen (eveneens in de Schweizer Hof).
- Jaarlijks vindt omstreeks 30 juni het Peter-und-Paul-Fest plaats, een middeleeuws stadsfestival met grote, feestelijke optochten op zondag, muziek, e.d.[5]. Dit trekt tienduizenden bezoekers tot uit de verre omtrek aan. Het feest is door de Duitse Bondsregering als immaterieel cultuurerfgoed van nationale betekenis erkend.

## Afbeeldingen

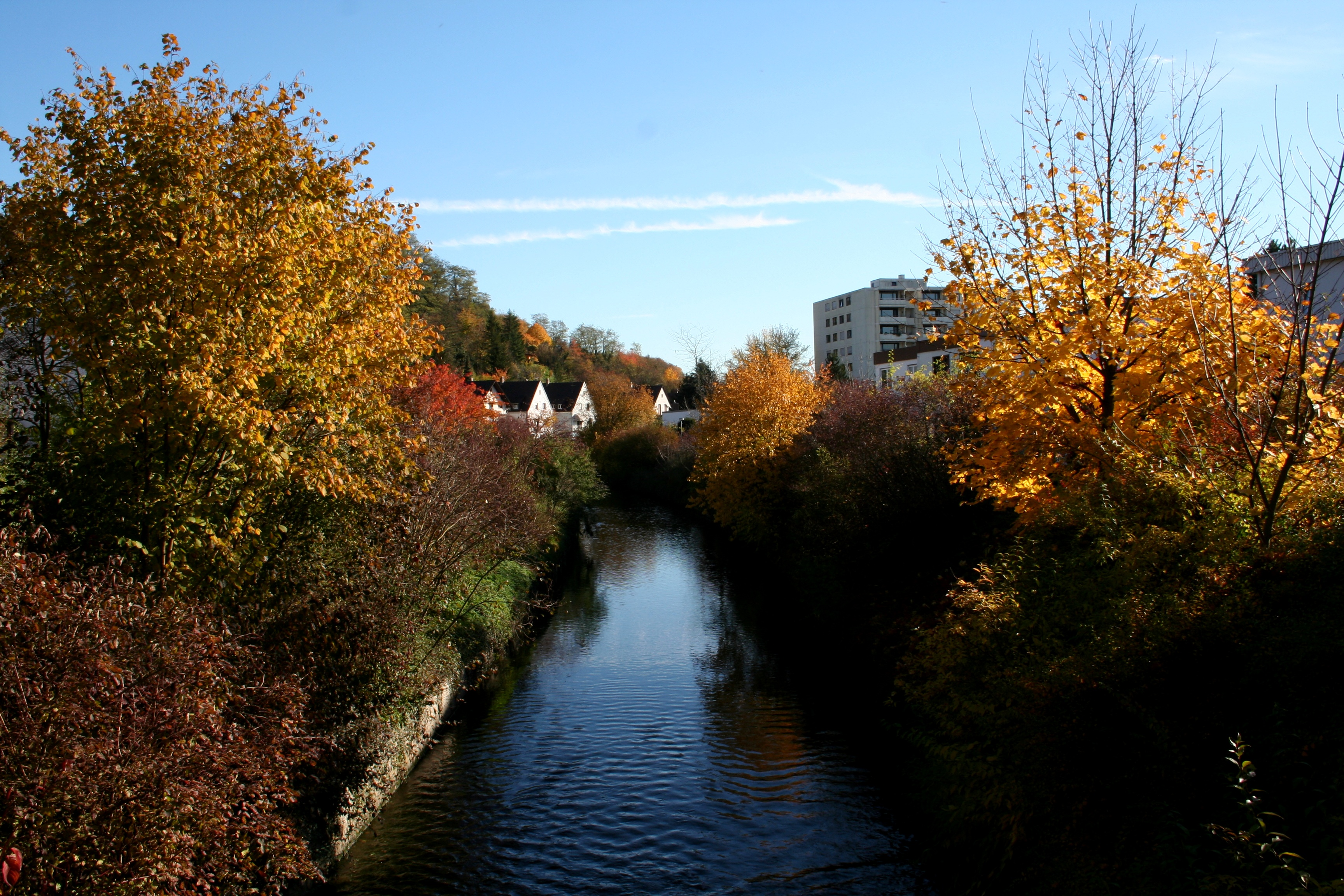
De Saalbach in Bretten
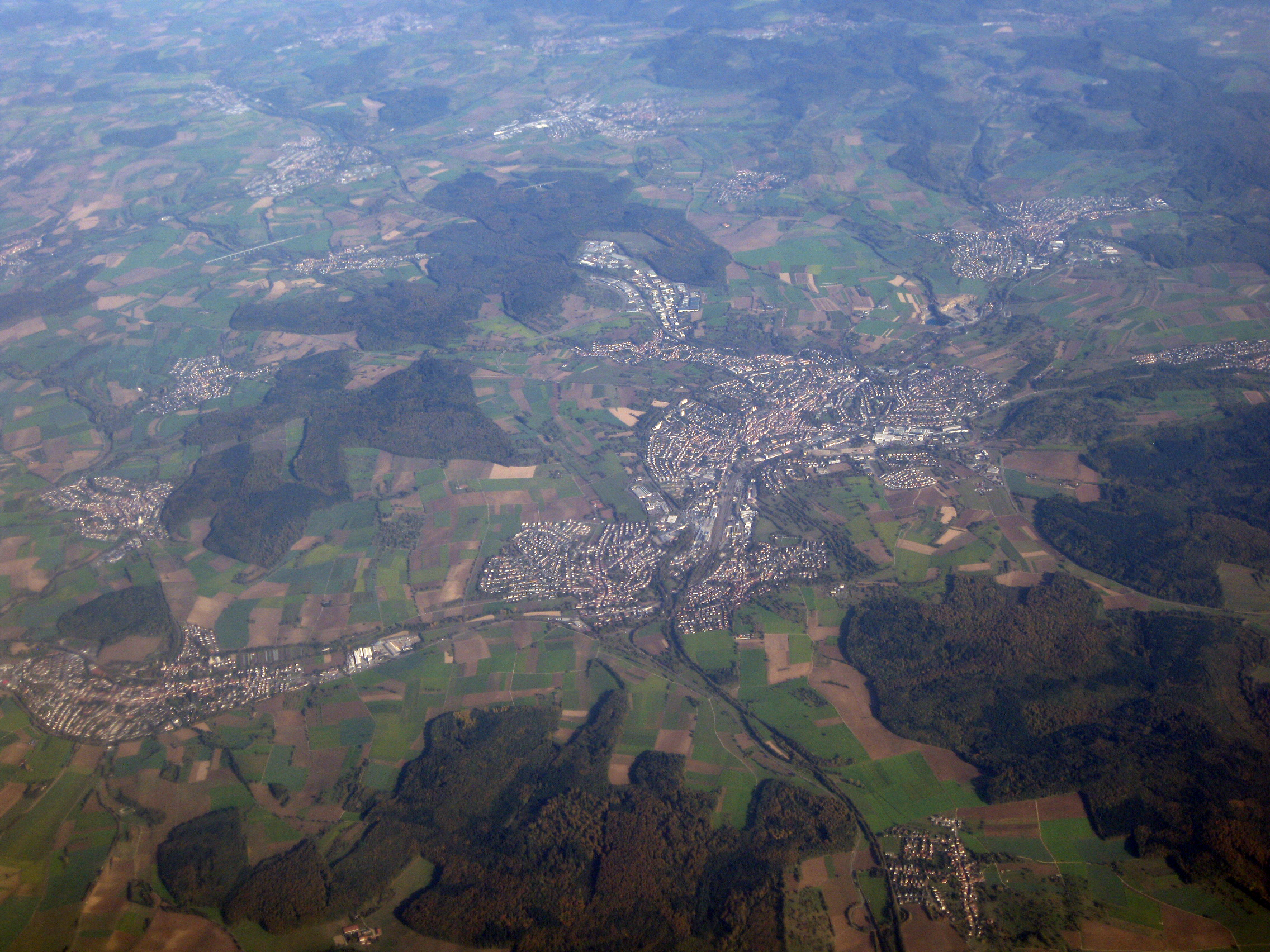
Luchtfoto vanuit het westen naar het oosten
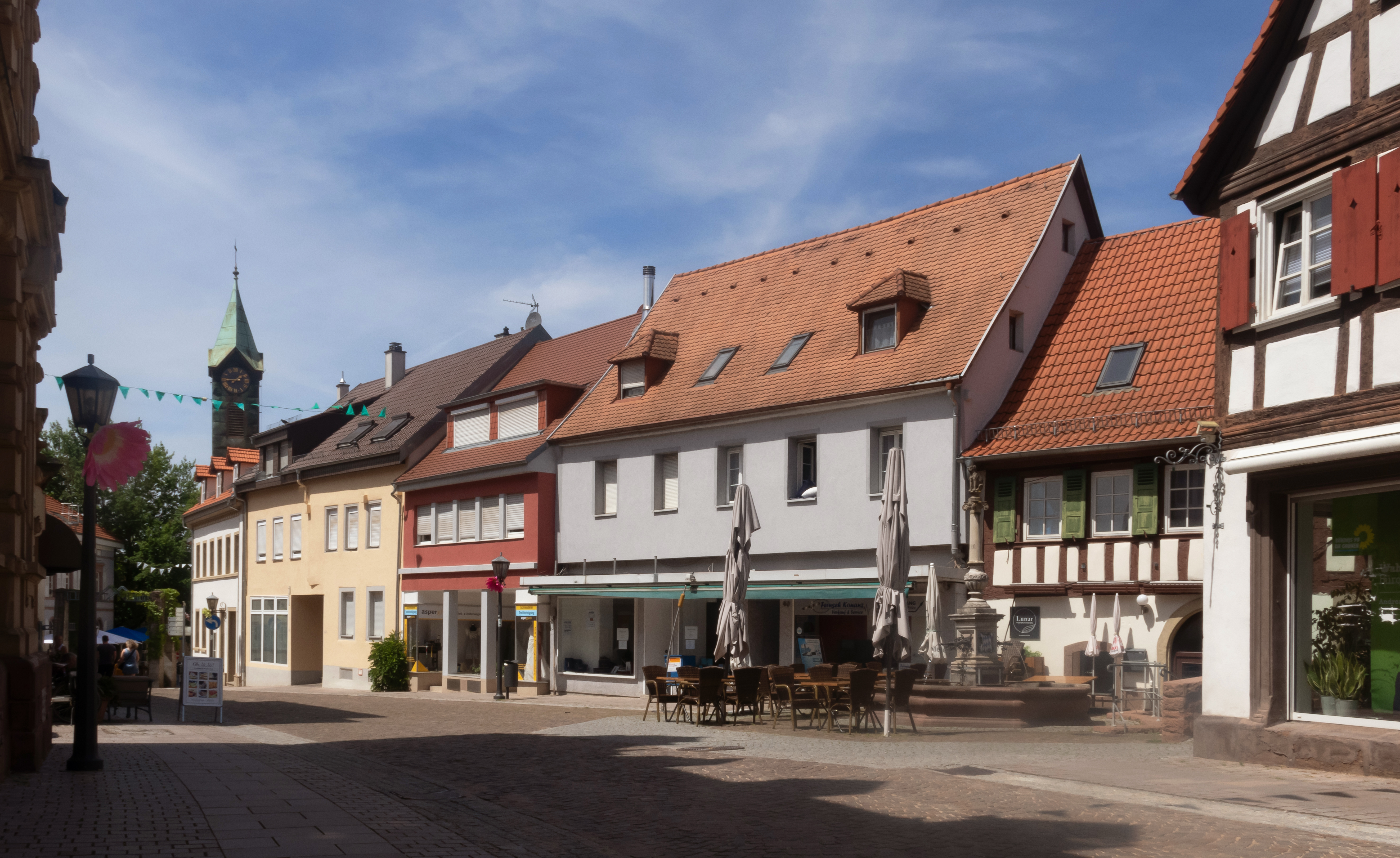
Bretten, Melanchthonstraße
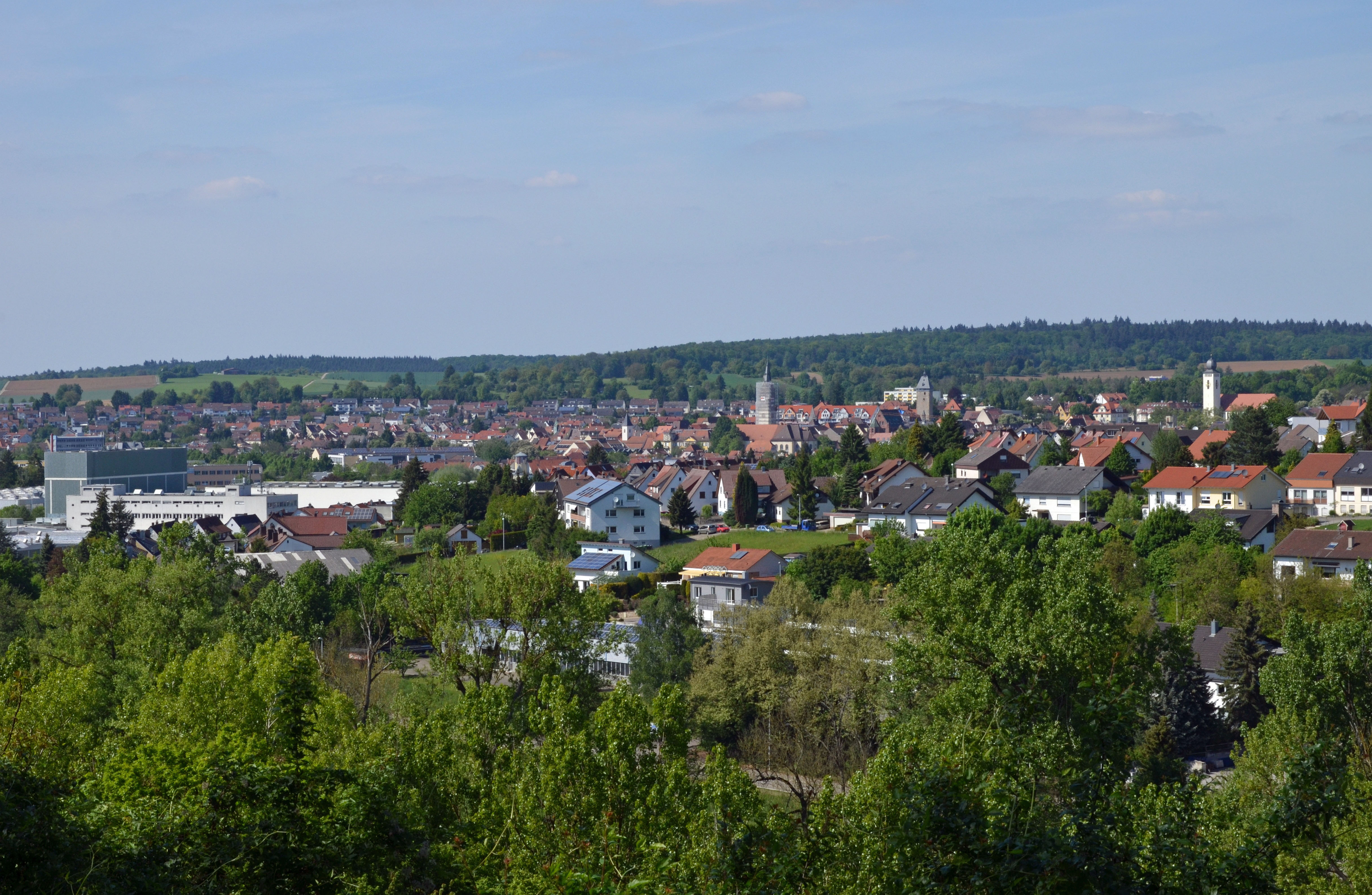
Blik op Bretten vanaf de heuvel Burgwäldle
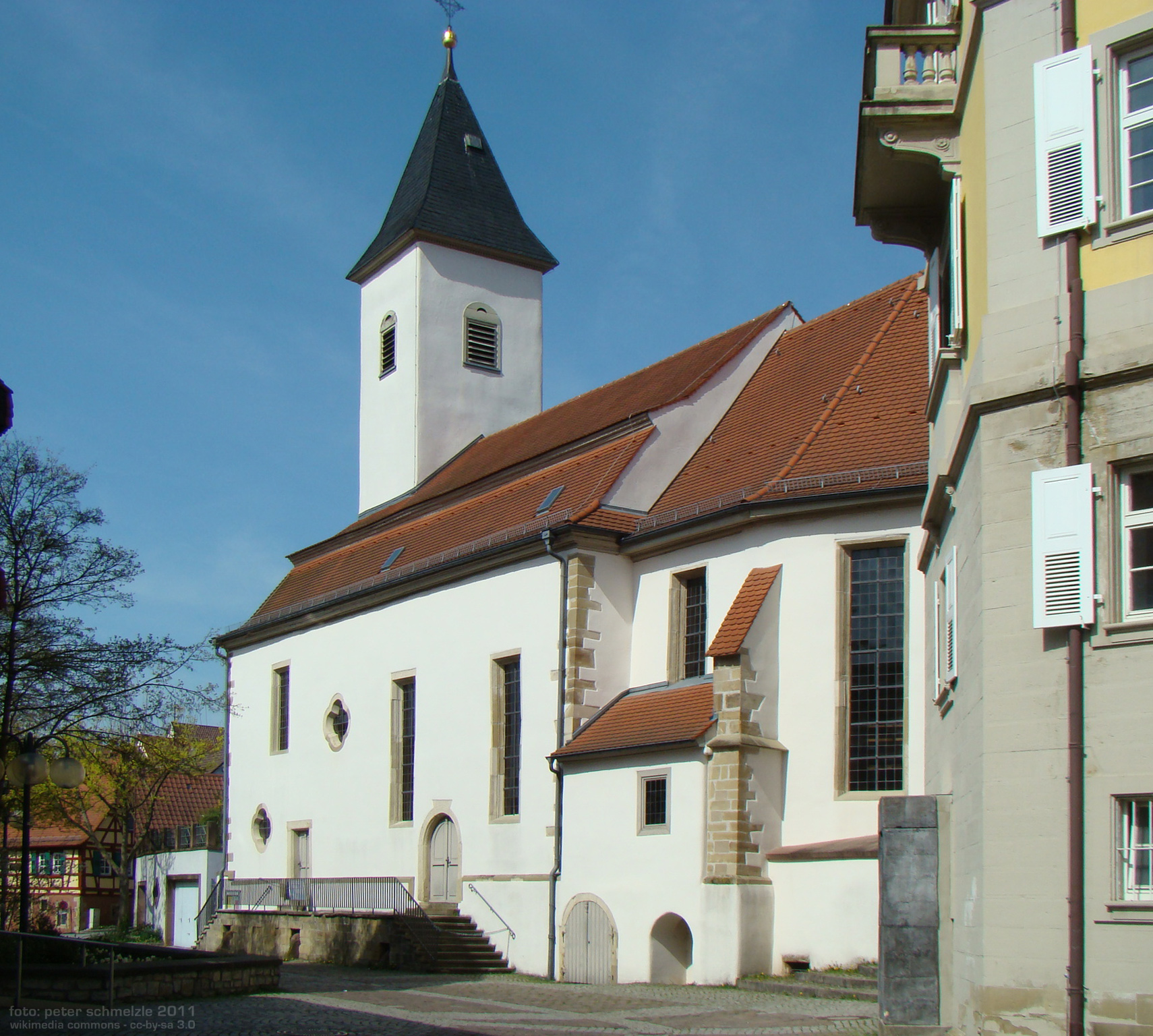
Heilig-Kruiskerk (evang.-luthers; bouwjaar 1687)
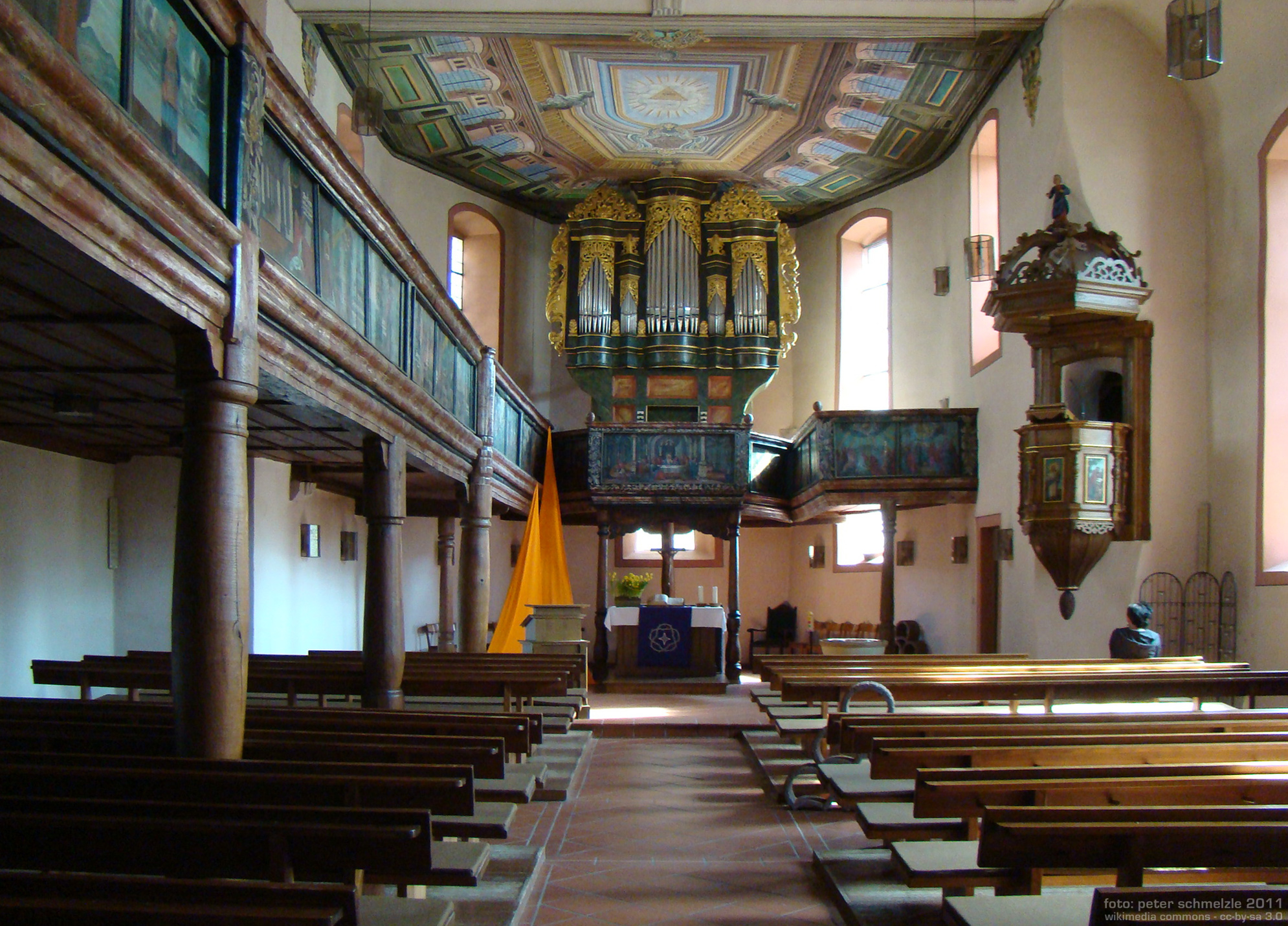
Het 18e-eeuws interieur van deze kerk
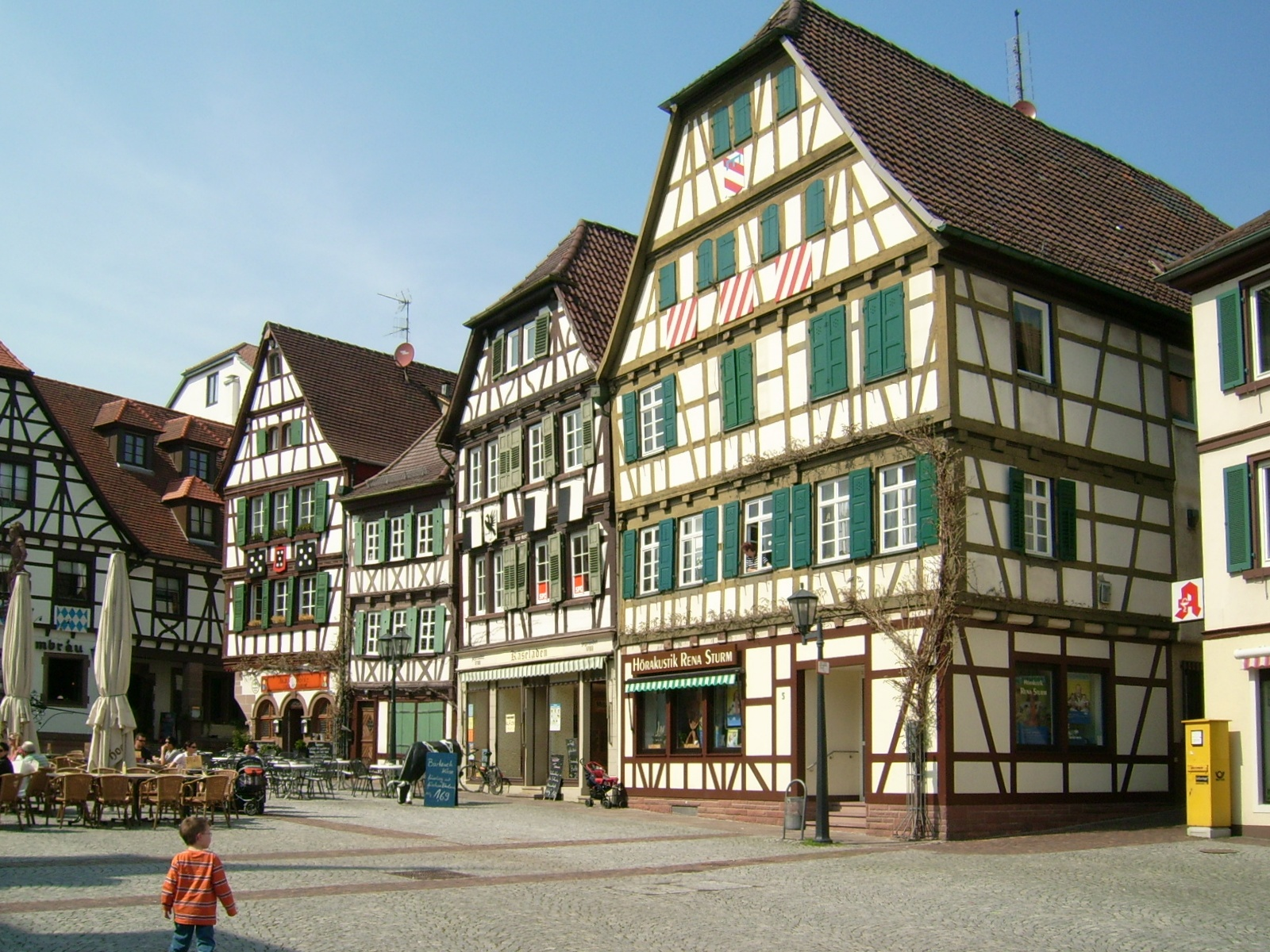
Marktplatz
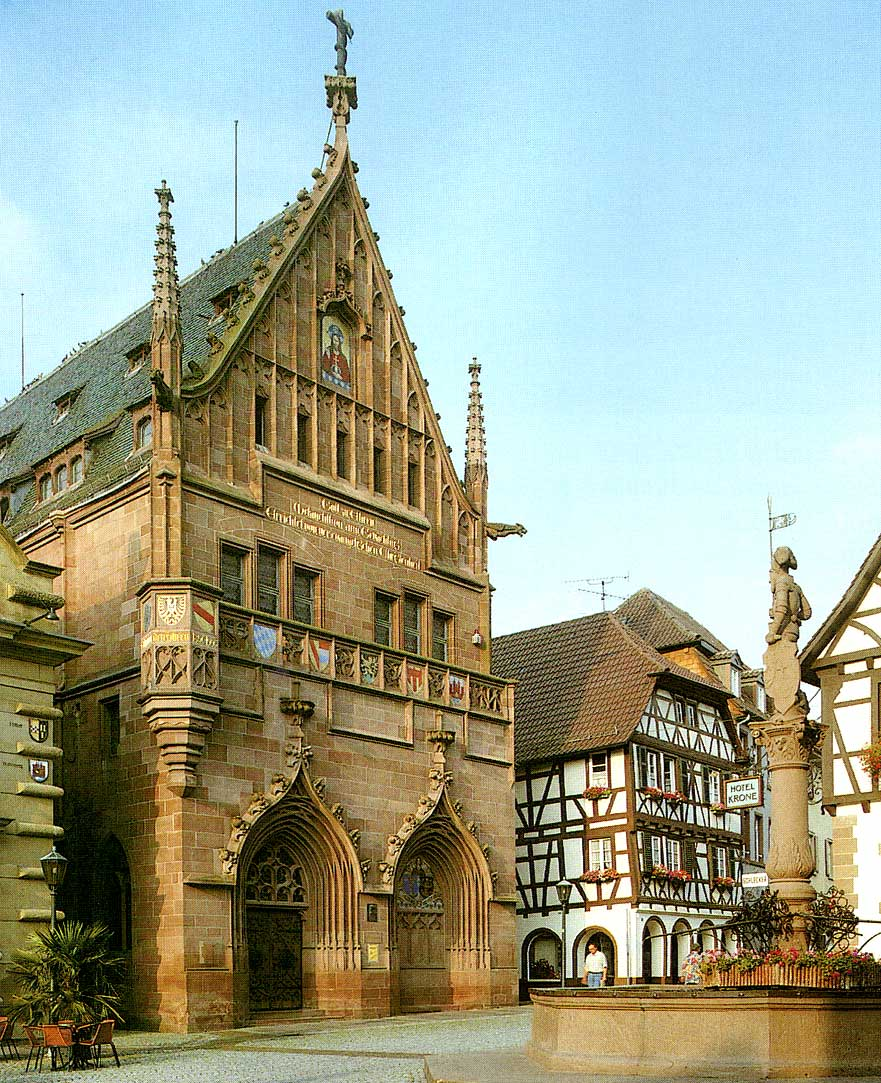
Melanchthonhuis
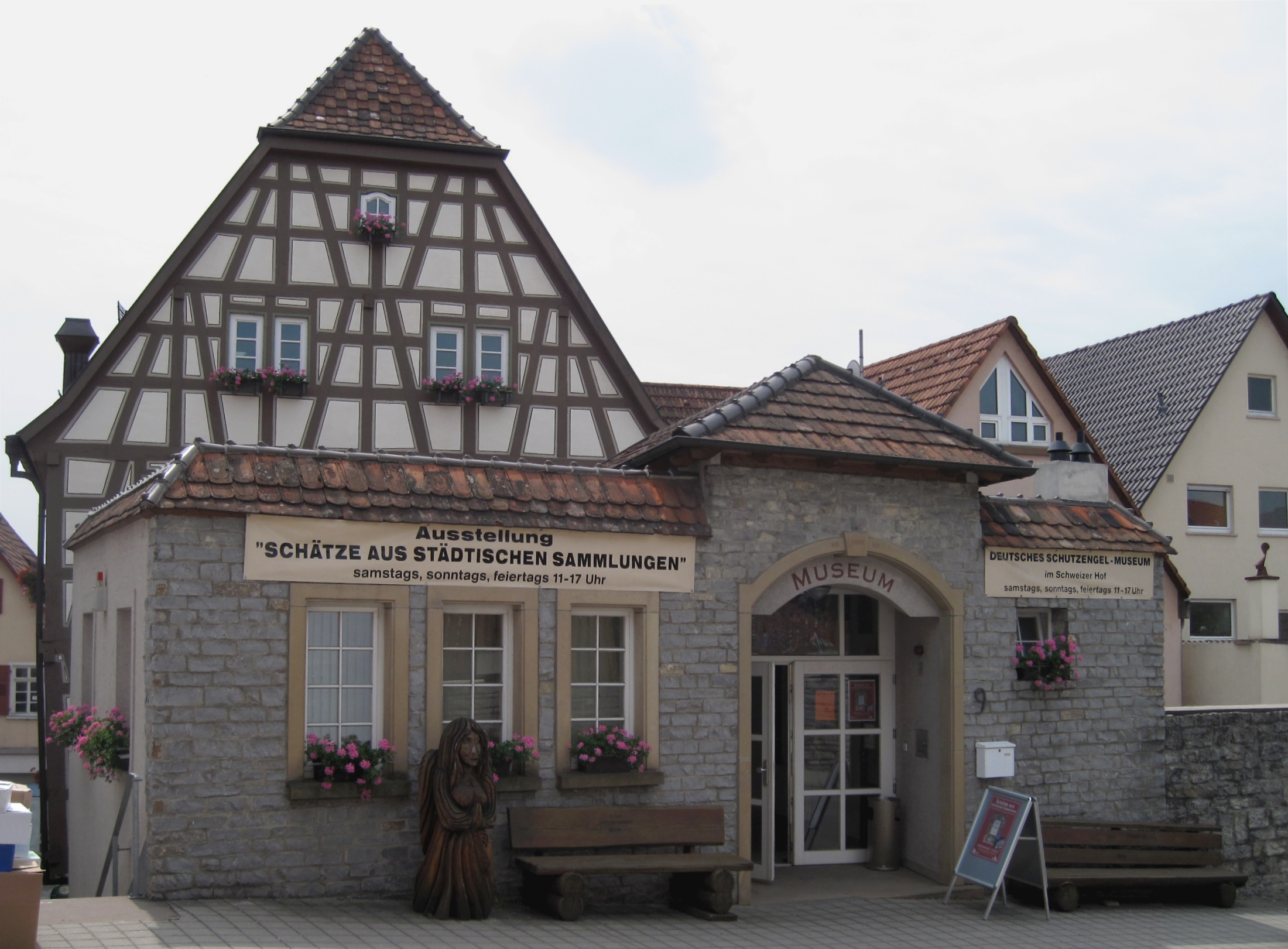
Museumgebouw Schweizer Hof
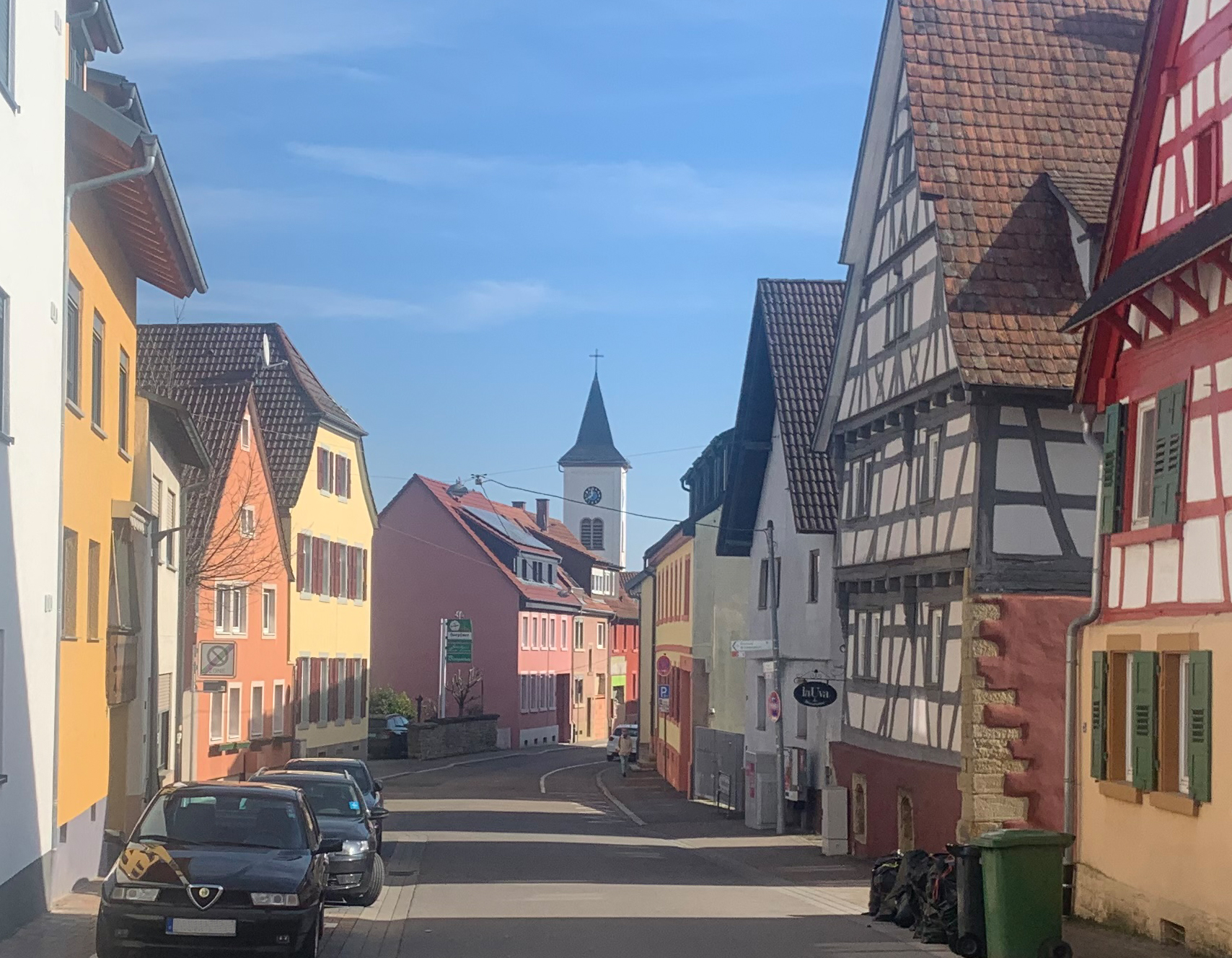
Rinklingen, Hauptstraße
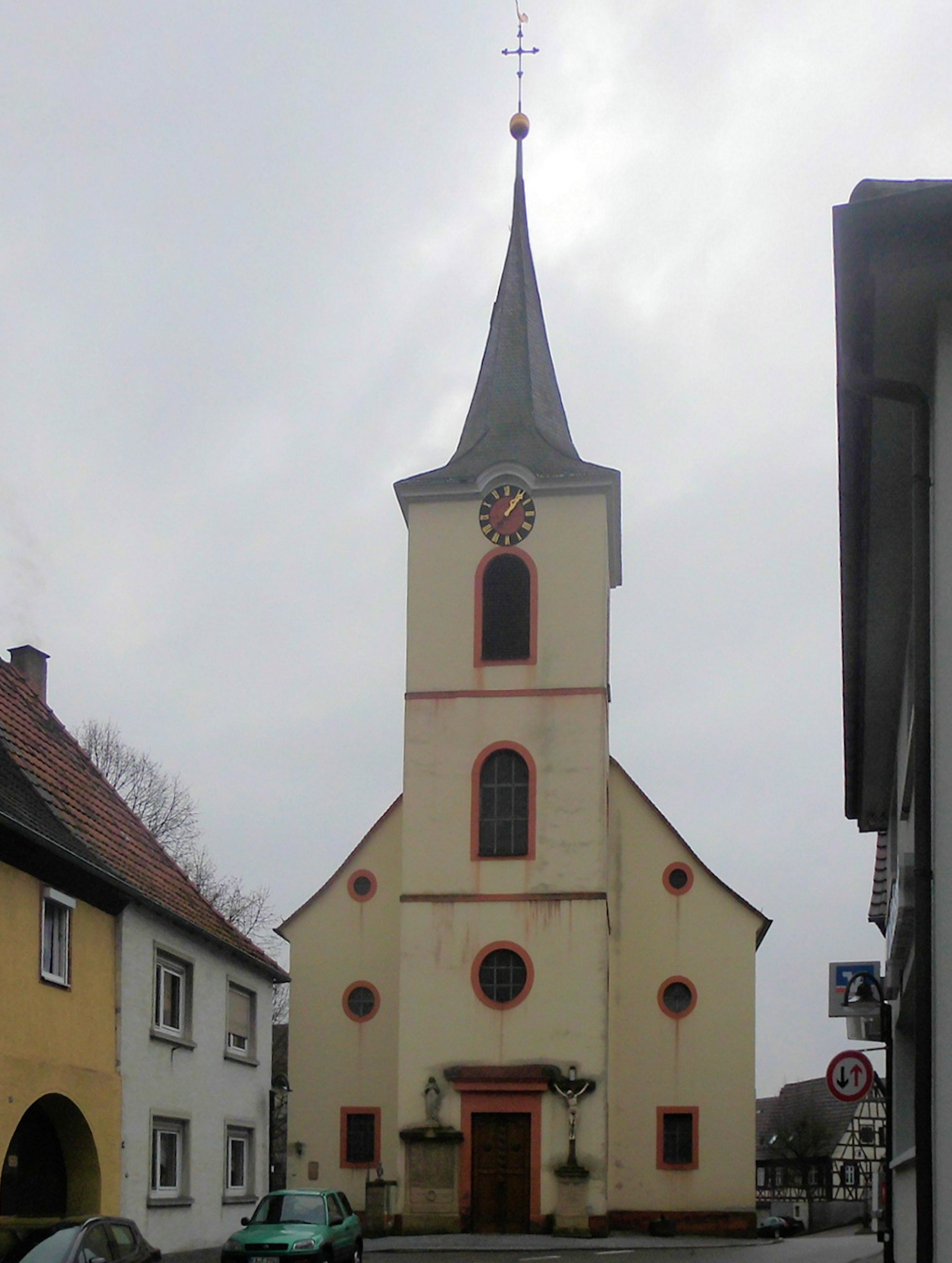
Neibsheim, St. Mauritiuskerk
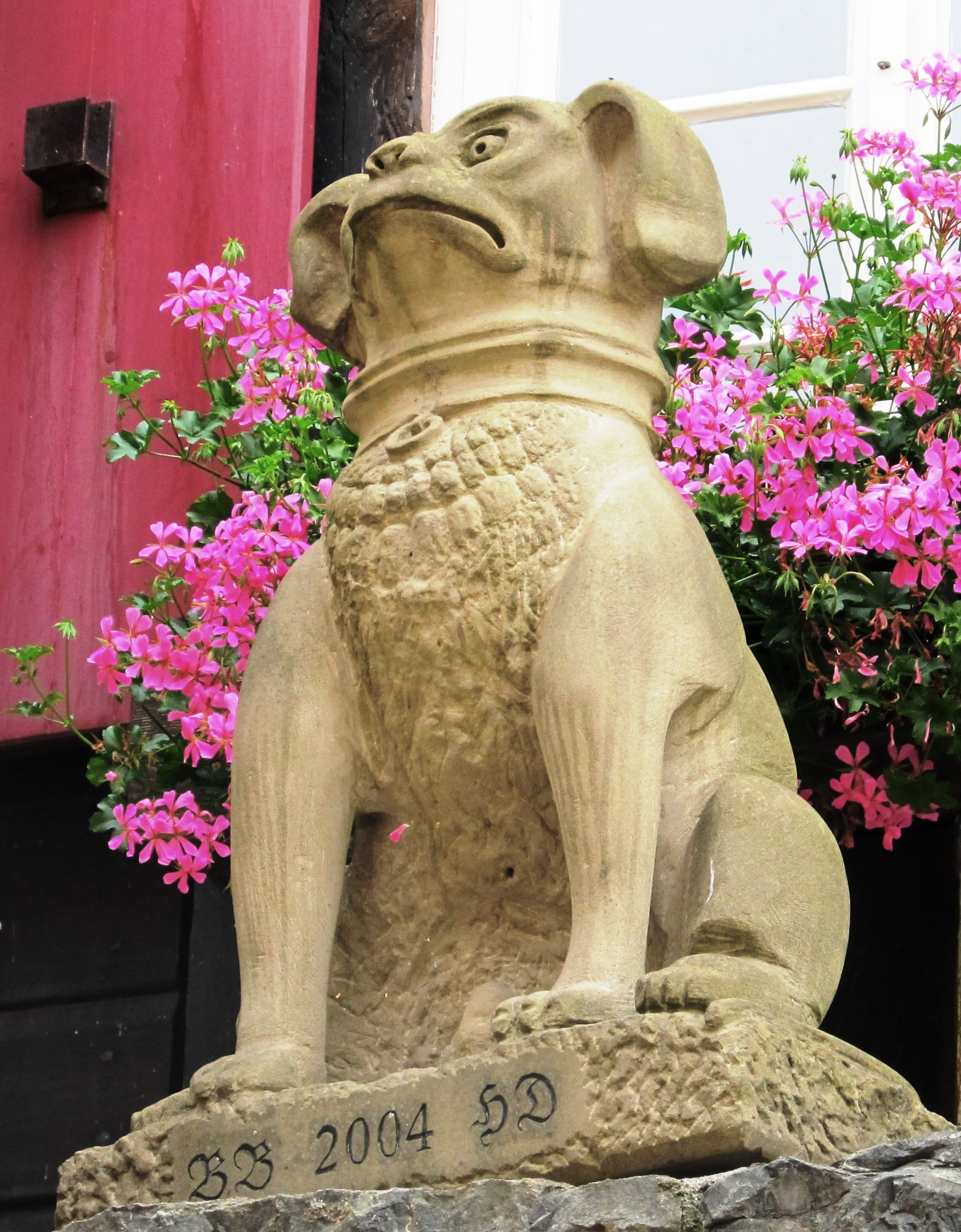
Standbeeld (2004) van het Brettener Hundle, een mopshond, mascotte van de stad

## Partnergemeentes
Bretten of stadsdelen van Bretten onderhouden jumelages met:
- Hemer, Duitsland, sedert 1979
- Longjumeau, Frankrijk
- Condeixa-a-Nova, Portugal
- Lutherstadt Wittenberg, Saksen-Anhalt, Duitsland
- Pontypool, Wales
- Bellegarde-sur-Valserine, Frankrijk, sedert 2001
- Uitgaande van stadsdeel Neibsheim: Neuflize, Frankrijk
- Uitgaande van stadsdeel Neibsheim: Nemesnádudvar, Hongarije
- Uitgaande van stadsdeel Diedelsheim: Hidas, Hongarije.

## Geboren te Bretten
- Philipp Melanchthon (1497-1560), filosoof en theoloog
- Serhat Akın (5 juni 1981),Turks ex-profvoetballer